# Andrei Tinu
Andrei Tinu (n. 21 noiembrie 1985, București, România) este un jurist, cadru didactic universitar și politician român. 
În prezent, este lector universitar doctor la Facultatea de Drept, Universitatea „Titu Maiorescu” din București, titular al cursurilor de Istoria statului și dreptului și de Drept canonic și cercetător științific asociat în cadrul Departamentului de drept public al Institutului de Cercetări Juridice „Acad. Andrei Rădulescu” al Academiei Române. 
A fost președinte, cu rang de secretar de stat, în cadrul Autorității Naționale pentru Cetățenie (martie 2017 - decembrie 2019, ianuarie - mai 2020, octombrie 2020) și vicepreședinte, cu rang de subsecretar de stat (februarie 2014 - martie 2016).
Andrei Tinu a realizat, împreună cu avocatul Artin Sarchizian, emisiunea „Dreptul la Adevăr”, pe postul de televiziune A7 TV. Acesta a mai colaborat, în calitate de editorialist, cu mai multe publicații (Revista România Mare, Q magazine, Ghimpele, ziare.com).

## Biografie
Andrei este fiul jurnalistului Dumitru Tinu, fost director al cotidianului Adevărul și fost președinte al Clubului Român de Presă, și al Emiliei Iucinu.

### Procesul de paternitate
În ianuarie 2003, imediat dupa moartea tatălui sau, Andrei Tinu (la acea vreme Andrei Iucinu) a introdus, la Judecătoria Sectorului 1, o acțiune judecătorească prin care a cerut recunoașterea paternității față de Dumitru Tinu. La începutul anului 2004, instanța a hotărât că Andrei este fiul Emiliei Iucinu și al lui Dumitru Tinu. Sentința a fost atacată de către moștenitorii jurnalistului. Tribunalul București și, ulterior, Curtea de Apel București, au confirmat soluția primei instanțe.
Procesul a avut un puternic impact emoțional la nivelul opiniei publice din România și a dus chiar la schimbarea legislației în vigoare, în sensul eliminării termenului de 1 an, pe care copilul îl avea pentru a acționa în justiție pentru a i se recunoaște filiația față de tată.

### Moștenirea lui Dumitru Tinu

Volumul omagial „Dumitru Tinu și Adevărul”

După zece ani de procese, Andrei (Iucinu) Tinu a ajuns la o înțelegere cu Tamara și Anna-Maria Tinu. Lui Andrei Tinu i-a revenit apartamentul tatălui său din Herăstrău, o casă de vacanță în localitatea Breaza și autoturismul Volvo, mașina în care și-a pierdut viața cunoscutul ziarist. Pe lângă acestea, Andrei Tinu a mai primit două terenuri în Coteana, Olt, comuna natală a lui Dumitru Tinu. Acțiunile de la ziarul Adevărul și banii din conturile lui Dumitru Tinu au rămas la Tamara și Anna-Maria.
Andrei Tinu, în volumul omagial dedicat tatălui său, a vorbit despre adevărata moștenire pe care a lăsat-o Dumitru Tinu – activitatea publicistică: „Această opera omnia este, de fapt, moștenirea lui Dumitru Tinu, iar interviurile și analizele care au apărut în ziarul Adevărul din 1989 până în 2003 văd lumina tiparului încă o dată, la 80 de ani de la nașterea autorului. De această dată nu într-un ziar efemer, ci pe paginile unei cărți, pentru a avea certitudinea că nu vor dispărea pentru totdeauna în negura timpului.”

## Carieră politică

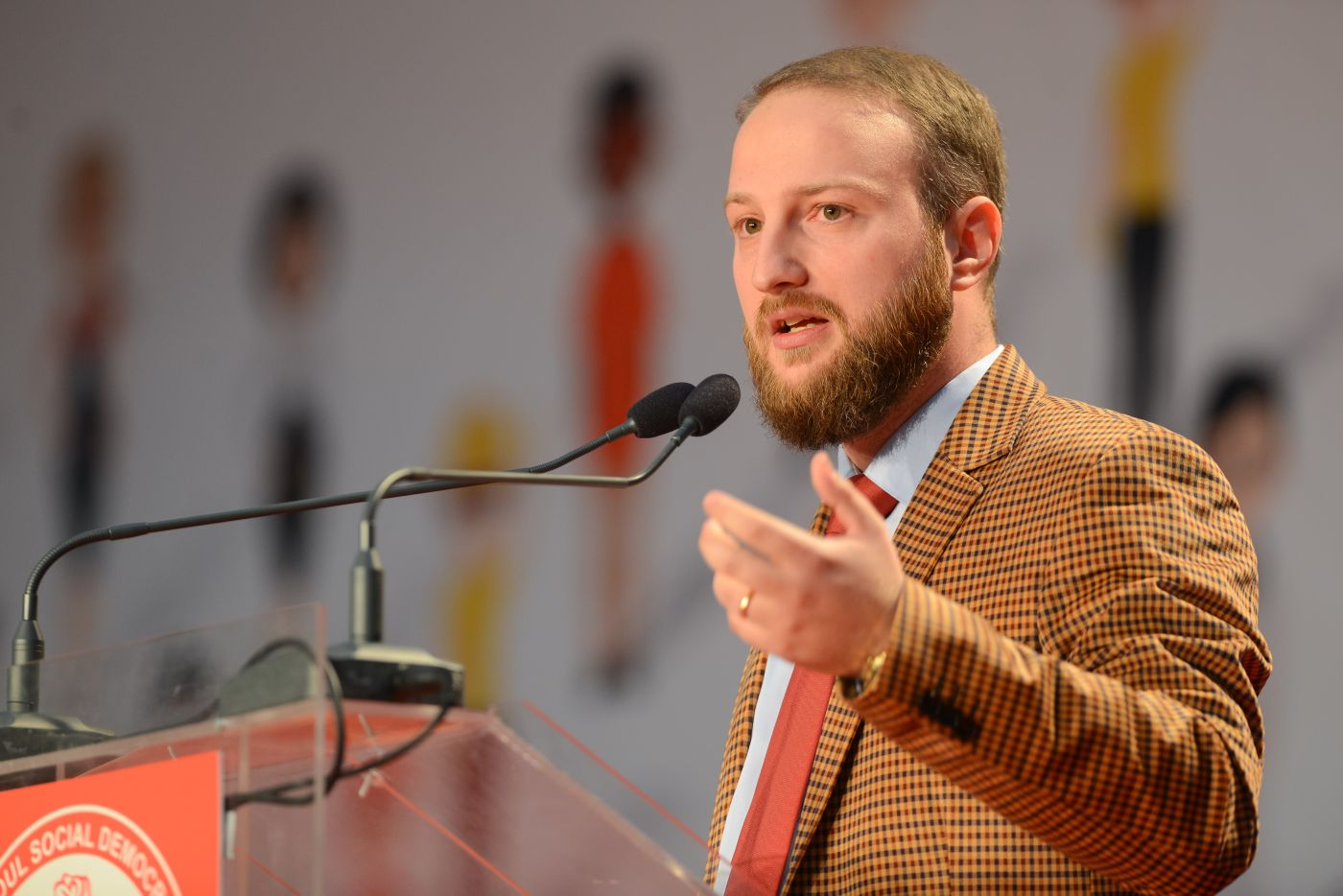
Andrei Tinu, la Congresul TSD

Andrei Tinu și-a început activitatea politică în 2006, când a fost ales liderul național al Mișcării Studențești România Mare, structură subordonată Partidului România Mare, din care a fost exclus la 25 ianuarie 2008. Ulterior, Andrei (Iucinu) Tinu a devenit membru al Partidului Social Democrat, activând în cadrul organizației de tineret a partidului (TSD). A fost purtător de cuvânt al TSD, vicepreședinte al Organizației Județene Arad a Partidului Social Democrat (2009-2010), secretar executiv al TSD (2010-2013) și vicepreședinte al TSD între 19 octombrie 2013 și 12 decembrie 2015.
În data de septembrie 2023 acesta a fost ales președinte al filialei București a Partidului Republican din România. Acesta a candidat pentru funcția de primar al Sectorului 2, pe listele AUR, din partea republicanilor. Tinu a fost părăsit, ulterior, Partidul Republican și și-a retras candidatura la funcția de primar al Sectorului 2, ca urmare a faptului că nu a fost respectat protocolul de colaborare între AUR și Partidul Republican.

## Activitate didactică și științiifică
Andrei Tinu a obținut, în anul 2015, titlul de Doctor în istorie la Universitatea din București având titlul tezei Primăvara de la Praga, sub îndrumarea profesorului Mihai Retegan. 
În anul 2024, a obținut al doilea doctorat, în Drept constituțional în cadrul Academiei de Studii Economice, cu teza Dimensiunea națională și transnațională a conceptului de cetățenie, sub îndrumarea profesorului Mihai Bădescu.
Acesta este cercetător științific asociat în cadrul Departamentului de drept public al Institutului de Cercetări Juridice „Acad. Andrei Rădulescu” al Academiei Române (din 2018) și membru al Asociației Române de Drept Constituțional. 

## Recunoaștere

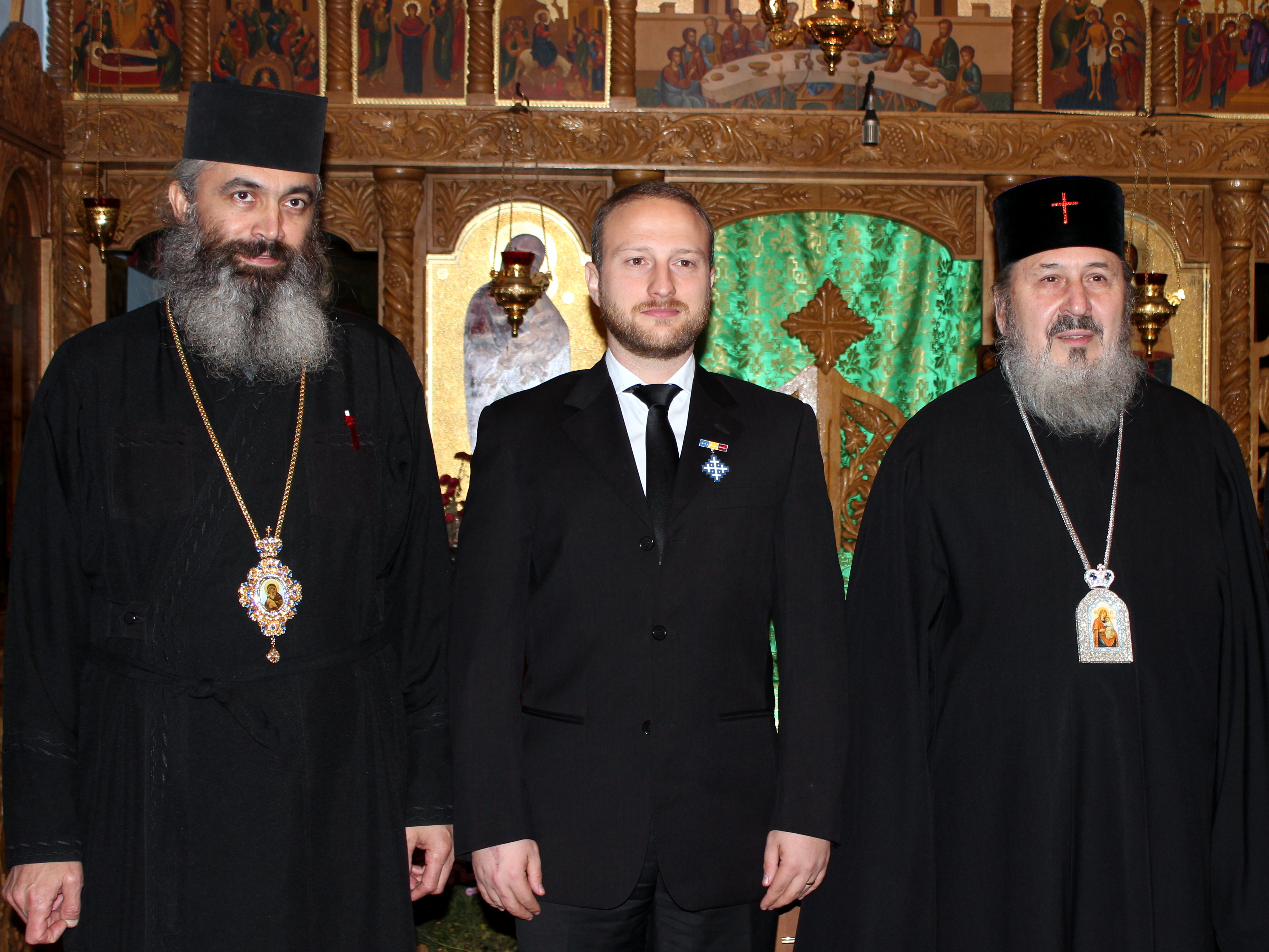
Andrei Tinu împreună cu PS Antonie de Orhei și ÎPS Petru, la sediul Mitrolopoliei Basarabiei

Pe 11 noiembrie 2014 a fost decorat de către ÎPS Petru, Arhiepiscop al Chișinăului, Mitropolit al Basarabiei și Exarh al Plaiurilor, cu Crucea Mitropoliei Basarabiei pentru Mireni, în semn de recunoaștere a meritelor "pe care Domnia Sa le are față de Mitropolia Basarabiei, în promovarea creștinismului românesc și idealurilor naționale".
În cadrul ceremoniei de acordare a distincției, Înaltpreasfințitul Petru a subliniat faptul că: „Apreciem înaltul sprijin pe care l-ați acordat clericilor și credincioșilor Mitropoliei Basarabiei în procesul de repunere în drepturile cetățenești istorice. Avem în persoana dumneavoastră un bun prieten și colaborator în inima țării și vă binecuvântăm să perseverați în slujirea Bisericii și a Neamului Românesc”..
În discursul său de mulțumire, Andrei Tinu a afirmat că "Statul și Biserica sunt mintea și sufletul unei țări. Fără conducerea politică, țara nu ar avea minte, iar fără Biserică, aceeași țară va fi lipsită de suflet. Prin urmare, pledez cauza unor relații bune între Stat și Biserică, pentru o simbioză a minții și a sufletului”.

## Activitate publicistică
Cărți publicate:

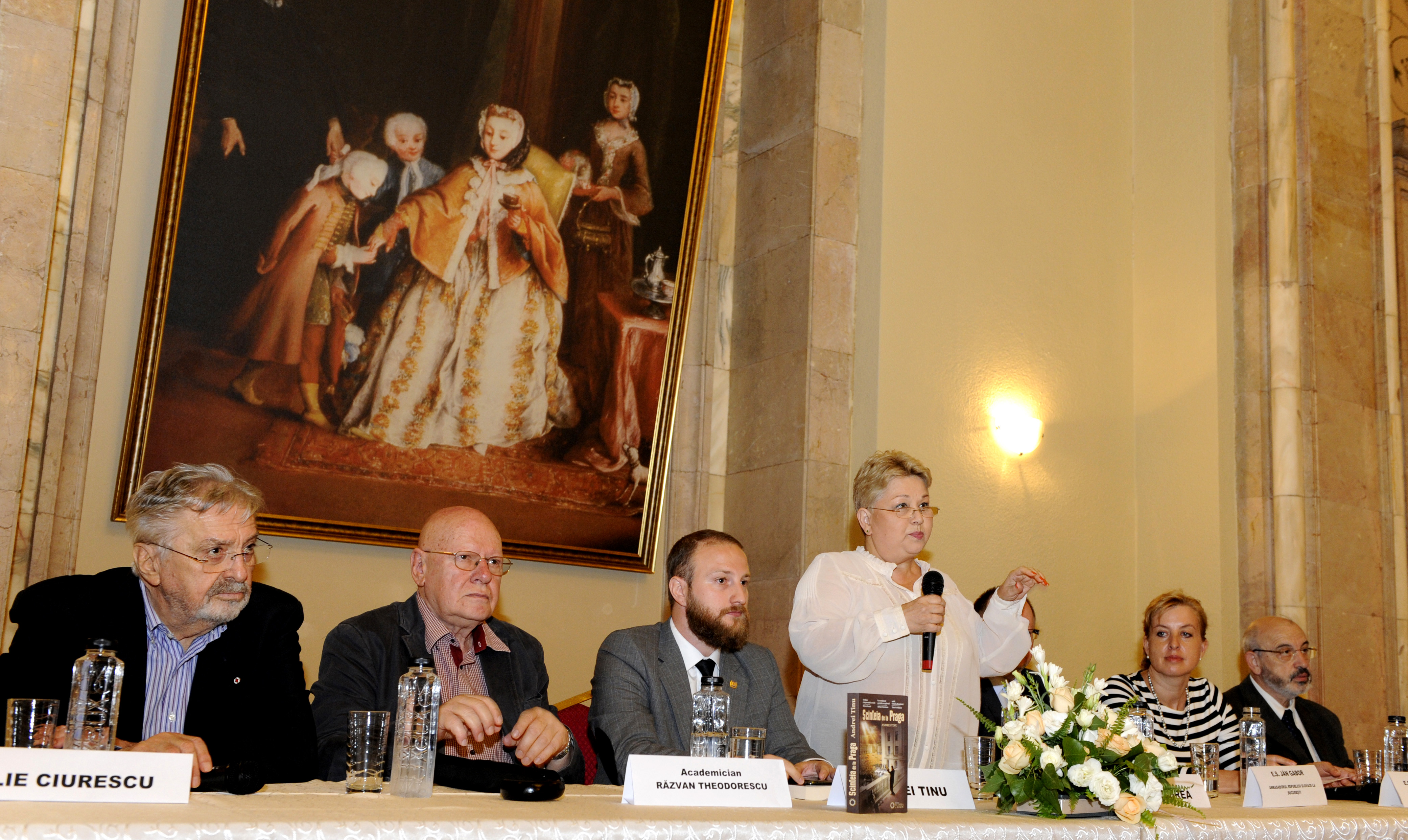
Jurnaliștii Ilie Ciurescu, Romulus Caplescu și Anca Florea, acad. Răzvan Theodorescu și prof. Dumitru Preda la lansarea cartii ,,Primavara de la Praga"

1. ,,Drept canonic”, Editura Hamangiu, București, 2025, 200 p., ISBN 978-606-27-2734-5.
2. ,,Introducere în dreptul administrativ”, Editura Hamangiu, București, 2021, 156 p., ISBN 978-606-27-1790-2; Ed. a 2-a, 2025, 196 p., ISBN 978-606-27-2710-9.
3. ,,Dumitru Tinu și Adevărul”, ediție îngrijită de Andrei Tinu, Editura Neverland, București, 2020, 2 volume, ISBN 978-606-9018-15-6, Vol. 1: Ieșirea din tranșee: 1989-1995, 678 p., ISBN 978-606-9018-16-3, Vol. 2: Spre stația speranței: 1996-2002, 632 p., ISBN 978-606-9018-17-0.
4. „Enciclopedia Juridică Română”, redactor termeni ,,Istoria dreptului românesc”, Editura Universul Juridic, Volumul I. A-C, 2018, 1070 p., ISBN  978-973-27-2967-0, Volumul II. D-E, 2022, 720 p., ISBN  978-606-39-0963-4, Volumul III. F-Î, 2022, 602 p., ISBN  978-606-39-0964-1.
5. ,,Istoria statului și dreptului românesc: note de curs”, cu Cătălin Boboc, Editura Hamangiu, 2018, 164 p., ISBN 978-606-27-1128-3; Ed. a 2-a, 2020, 210 p., ISBN 978-606-27-1128-3; Ed. a 3-a, 2022, ISBN 978-606-27-2133-6, 224 p.
6. ,,Scînteia de la Praga”, Editura Cetatea de Scaun, Târgoviște, 2015, 450 p., ISBN 978-606-537-297-9.
7. ,,Dezbateri universitare: culegere de discursuri, Ediția I”, (coordonator), Editura Universității „Titu Maiorescu”, București, 2013, 192 p., ISBN 978-606-8002-91-0.
8. „Otrava de aur: ferma de vipere de la 0 la profit”, (coordonator), publicată în regie proprie, București, 2012, 192 p., ISBN 978-973-0-12796-6.
9. ,,Moștenirea”, Editura Nouă, București, 2010, 176 p., ISBN 978-606-8082-38-7.

Articole științiifice publicate:
1. ,,Impactul dreptului european asupra legislației românești din secolul XIX. Convenția de la Paris și statutul dezvoltător al acesteia”, în revista Conferinței „Educație și creativitate pentru o societate bazată pe cunoaștere”, an IV, Editura Universității „Titu Maiorescu”, București, 29 – 30 octombrie 2010, pp. 242 – 245;
2. „Some Aspect on Citizen's Rights. Freedom of Expression and Press (Arc over Time: 1866 – 1991)”, cu Cătălin Boboc, în revista Sesiunii Științifice Internaționale „Provocările Societății Cunoașterii”, an V, Editura Pro Universitaria, București, 2011, pp. 710 – 717 – ISSN 2068-7796, ISSN-L 2068-7796 (indexată BDI de EBSCO Database);
3. ,,Aspects regarding diplomatic relations between Russia and Romania after January 1 2007”, cu Violeta Iosefidis-Serghei, Dragoș-Dan Sichigea, Cătălin Boboc și Dumitru Drăgan, în revista Conferinței Internaționale „Educație și creativitate pentru o societate bazată pe cunoaștere”, Secțiunea a II-a: Științe Sociale și Politice. Comunicare limbi străine și relații publice, Capitolul I: Relații internaționale ale României după aderarea la UE, an V, Editura Universității „Titu Maiorescu”, București, 2011, pp. 26 – 31– ISBN 978-606-8002-67-5, ISSN 2248-0080, ISSN-L 2248-0080;
4. ,,Augustinian model in the byzantine political thinking. Case study: the elements of political augustinism in the current Romanian mentality”, cu Cătălin Boboc, Andrei-Sebastian Dumitrescu și Violeta Iosefidis-Serghei, în revista Sesiunii Științifice Internaționale „Provocările Societății Cunoașterii”, an VI, Editura Pro Universitaria, București, 2012, pp. 1624 – 1643, ISSN 2068-7796, ISSN-L 2068-7796 (indexată BDI de EBSCO Database);
5. ,,Relevant Contemporary Aspects of Incrimination and Exculpation of the Prostitution in Romania”, în revista Conferinței Internaționale „Educație și creativitate pentru o societate bazată pe cunoaștere”, Secțiunea a II-a: Drept, An VI, Editura Universității „Titu Maiorescu”, București, 2012, pp. 255-259, ISBN 978-3-9503145, ISSN 2248-0064 (în baza de date SSRN)
6. ,,An Outlook on the Romanian Education System Reform: Some Considerations”, cu Cătălin Boboc, în revista Conferinței Naționale cu participare Internațională „Instituții Juridice Contemporane în Contextul Integrării României în Uniunea Europeană”, Secțiunea I: Reforma în învățământul universitar potrivit procesului de la Bologna, ediția a VI-a, București, 2012, Editura Universul Juridic, București, 2012, pp. 373-379, http://www.rau.ro/websites/ijc/documents/2012-IJC-ed6.pdf, ISSN 2065-5495 (indexată Copernicus);
7. ,,Certain considerations regarding the practice of prostitution in Romania of the first half of XXth century”, cu Cătălin Boboc, în „Agora International Journal of Juridical Sciences”, an VII, nr. 1/2013, AGORA University Editing House, Oradea, 2013, pp. 197-206, ISSN 1843-570X, E-ISSN 2067-7677 (revistă cotată CNCSIS B+);
8. ,,Unele considerații privind impactul dreptului francez asupra dreptului românesc, în contextul formării României moderne”, cu Cătălin Boboc, în „Politica legislativă între reglementare europeană, națională și internațională: noi perspective ale dreptului”: Conferința Internațională de Drept, Studii Europene și Relații Internaționale: București, 24-25 mai 2013, Editura Hamangiu SRL, București, 2013, pp. 668-675, ISBN 978-606-678-642-3;
9. ,,Termenele acordării sau redobândirii cetățeniei române”, cu Cătălin Boboc, în ,,Rolul Europei într-o societate polarizată”: Conferința Internațională: București, 9-10 mai 2014, Editura Hamangiu SRL, București, 2014, pp. 909-917, ISBN 978-606-27-0020-1;
10. ,,Romanian Citizenship. Case Study: Districts Teceu and Rahau from the Right Side of the Tisza”, cu Cătălin Boboc și Amelia Tutilescu, în Revista Conferinței internaționale „Educație și creativitate pentru o societate bazată pe cunoaștere”/ Education and Cretivity for a Knowledge based Society, ediția a VIII-a, 20-22 noiembrie 2014, Secțiunea 1/1.52 (ediție electronică), ISBN 978-3-9503145/ ISSN 2248-0064;
11. ,,Introducere în evoluția legislației privind cetățenia română”, cu Cătălin Boboc, în Conferința internațională: ,,Law between modernization and tradition: implications for the legal, political, administrative and public organization” / Dreptul între modernizare și tradiție: implicații asupra organizării juridice, politice, administrative și de ordine publică, București, 21-23 aprilie 2015, Editura Hamangiu, București, 2015, pp. 434-439, ISBN 978-606-27-0222-9;
12. ,,Poziția actorilor politici internaționali față de Primăvara de la Praga”, în Revista „Sfera Politicii”, Volum XXIII , Nr 2 (184), apr.-iun. 2015, pp. 19-28 (revistă cotată BDI de EBSCO Database/ CNCSIS B+);
13. ,,Acquiring romanian citizenship – way to acquiring european citizenship”, cu Luiza Florentina Curelușă, în Iulian Boldea (coord.), Debates on Globalization. Approaching National Identity Through Intercultural Dialogue: Studies and Articles, Section: Sociology, Political Science, International Relations, Arhipelag XXI Press, Tîrgu Mureș, 2015, ISBN 987-606-93692-5-8, pp. 54-61 (trimis pentru indexare ISI Web of Science, la Thomson Reuters);
14. ,,Deciziile prim-ministrului privind revocarea șefilor instituțiilor subordonate. Limitele impuse de lege și doctrină”, în Conferința internațională de drept, studii europene și relații internaționale (ed. a III-a: ,,Perspectivele dreptului național și european în contextul provocărilor complexe ale societății contemporane”, București, 12-13 mai 2016, Editura Hamangiu, București, 2016, pp. 391-399, ISBN 978-606-27-0607-4;
15. ,,Evolution of the diplomatic relations between the European Union and the Vatican”, cu Andrei Hlandan, în volumul Conferinței Internaționale Communication, Context, Interdisciplinarity, Ediția a IV-a: ,,Convergent Discourses. Exploring the Contexts of Communication”, 20-21 Octombrie 2016, Editura Arhipelag XXI Press, Tîrgu Mureș, 2016, pp. 110-116, ISBN 978-606-8624-17-4 (trimis pentru indexare ISI Web of Science, la Thomson Reuters);
16. ,,Constituția Economică Europeană în contextul europenizării”, cu Luiza Florentina Curelușă în Conferința internațională de drept, studii europene și relații internaționale (ed. a IV-a: ,,Perspectivele Uniunii Europene. România la bilanț după un deceniu de la aderare”, 18-19 mai 2017, Editura Hamangiu, București, 2017, pp. 22-28, ISBN 978-606-27-0879-5;
17. ,,Obtaining Romanian nationality by the underage, as per the new regulations of the Emergency Ordinance no. 65/2017”, cu Luiza Florentina Curelușă în Conferința internațională de drept, studii europene și relații internaționale (ed. a VI-a: ,,Dreptul românesc, tradiție și vocație europeană”, 17-18 mai 2018, Editura Hamangiu, București, 2019, pp. 632-640, ISBN 978-606-27-1250-1;
18. ,,Provisions of State and Church law on the co-operation between the State and the Church in the first millennium”, cu Cătălina Mititelu în the X International Scientific Conference ,,The Fundamentals of our Spirituality”, 18-19 may 2018, Editura Batumi Shota Rustaveli State University, Batumi, 2018, pp. 258-268, ISSN 1987-5916;
19. ,,August 1968 – T0 Moment of Ceaușescu`s Cult of Personality”, cu Cătălin Boboc și Marius-Sorin Bozgan, în Iulian Boldea, Cornel Sigmirean (editors), The Challenges of Communication. Context and Strategies in the Word of Globalism, Section: Communication, Education Sciences, Psychology and Sociology, ”Arhipelag XXI” Press, Târgu Mureș, 2018, ISBN 978-606-8624-00-6, pp. 100-104;
20. „Aspecte ale evoluției statului și dreptului românesc: reforma teritorial-administrativă din februarie 1968”, cu Cătălin Boboc în Conferința internațională de drept, studii europene și relații internaționale (ed. a VII-a), 9-11 mai 2019, Editura Hamangiu, București, 2019,  pp. 362-366, ISSN: 2668-0645;
21. „Aspects of the development of the romanian state and law after december 1989: national minorities: rights and representation”, cu Cătălin Boboc în Conferința Internațională „Educație și creativitate pentru o societate bazată pe cunoaștere” (ed. a XIII-a), 14-16 noiembrie 2019,  ediție electronică;
22. „Admisibilitatea cererii de suspendare provizorie a actului administrativ”, cu Mirela Popescu în Conferința internațională de drept, studii europene și relații internaționale (ed. a VIII-a: ,,Dreptul românesc la 30 de ani de la prăbușirea comunismului”), 15-16 mai 2020, Editura Hamangiu, București, 2020,  pp. 146-152, ISBN 978-606-27-1595-3;
23. „Aspects regarding the evolution of the communist regime in Romania (1945-1989)”, în Conferința Internațională „Educație și creativitate pentru o societate bazată pe cunoaștere” (ed. a XIV-a), 12-14 noiembrie 2020, pp.140-150, ISSN 2248-0064, ISBN 978-3-9503145;
24. „Înmormântarea în vremea Covid-19: unde este granița dintre măsurile necesare pentru combaterea pandemiei și normele canonice ortodoxe”, cu Mirela Popescu, în Conferința internațională de drept, studii europene și relații internaționale (ed. a IX-a: ,,Familia și patrimoniul familial. Provocări și perspective legislative naționale, europene și internaționale”), 13-14 mai 2021;
25. „The Institution of Marriage such as Provided by the Iasi Pravila (Iasi Regulation) (1646)”, în Simpozionul internațional „The religion and the law”, Constanța, 20-21 septembrie 2021, în revista Dionysiana, XV-XVI (2021-2022), No. 1, Constanța, Ovidius University Press, 2022, pp. 151-157, ISSN 1843-9489;
26. „Succession to the Throne in the Romanian Middle Ages”, cu Cătălin Boboc, în Conferința de Drept, Studii Europene și Relații Internaționale (ediția a X-a: „ Universalitatea patentă a dreptului succesoral. Lex succesionis între tradiție legislativă și valori moderne”), 12-13 mai 2022, București, Editura Universul Juridic, 2022, pp. 556-561, ISBN 978-606-39-1232-0; ISSN: 2668-0203;
27. „Certain Aspects of Comparative Law Regarding the Legislation on Citizenship in the States of the Black Sea Region”,  în the X International Scientific Conference ,,Black Sea Region at the Crossroads of Civilizations”, 5-6 iulie 2022, Batumi, în volumul conferinței, pp.1149-1152, ISBN 978-9941-488-79-5;
28. „The canonical principle of apostolic succession and ecclesiastical power”, în Conferința de Drept, Studii Europene și Relații Internaționale (ediția a X-a: „ Universalitatea patentă a dreptului succesoral. Lex succesionis între tradiție legislativă și valori moderne”), 18-19 mai 2023, Editura Universul Juridic, 2023, pp. 292-298, ISBN 978-606-39-1398-3; ISSN: 2668-0203;
29. „Certain considerations on the legislative changes regarding the processes of acquisition and loss of romanian citizenship”, în curs de publicare în Revista „Analele Universității Titu Maiorescu, seria Drept”, Editura Hamangiu, București, 2024;
30. „Acordarea cetățeniei în unele țări europene. Incursiune în legislația incidentă în materie de cetățenie în Bulgaria, Ungaria, Ucraina, Serbia și Republica Moldova”, în Revista „Universul Juridic”, nr. 9/2024, Editura Universul Juridic, București, 2024;
31. „Prelevarea datelor biometrice în procesul de dobândire a cetățeniei între necesitate și respectarea drepturilor constituționale ale individului”, în Revista „Universul Juridic”, nr. 10/2024, Editura Universul Juridic, București, 2024;
32. „Scurtă incursiune în evoluția instituțiilor însărcinate să asigure aplicarea procedurii legale de acordare, redobândire, renunțare și retragere a cetățeniei române”, în curs de publicare în Revista „Universul Juridic”, nr. 11/2024, Editura Universul Juridic, București, 2024;
33. „O abordare juridică, filozofică și teologică a conceptului de cetățenie”, în curs de publicare în Revista „Pandectele române”, nr. 4/2024, Editura Wolters Kluwer, București, 2024;
34. „Statelessness. From definition to manifestation”, în Revista „European business law journal”, nr. 1/2024, Romanian Society of Business law & Editura ASE, București, 2024;
35. „Romanian citizenship in the light of the 1923 Constitution”,  în Revista „Analele Universității Constantin Brâncuși din Târgu-Jiu - Seria Litere și Științe Sociale”, nr. 1/2024, Editura Academica Brâncuși, Târgu-Jiu, 2024, pp. 193-197, ISSN-P: 1844-6051, ISSN-E: 2344-3677;
36. „Fundamental rights and freedoms in the ex-Soviet space. The procedure for granting and withdrawing citizenship in the Republic of Moldova and the Russian Federation”,  în Revista „Analele Universității Constantin Brâncuși din Târgu-Jiu - Seria Litere și Științe Sociale”, nr. 1/2024, Editura Academica Brâncuși, Târgu-Jiu, 2024, pp. 199-202, ISSN-P: 1844-6051, ISSN-E: 2344-3677